# Datenzugriff
Datenzugriff ist ein Begriff aus der Computertechnik und beschreibt den physikalischen Vorgang des Lesens bestimmter Daten und Informationen auf Speichergeräten. Dabei können das logische Laufwerke oder Datenbanken sein.

## Zugriffe
Die Werte und Informationen, die auf bestimmten Medien gespeichert sind, müssen zur Verarbeitung gelesen werden. Dabei kann der Datenzugriff direkt oder aber auch indirekt, durch Abfrage der Umgebungsparameter, erfolgen. Zugriffe auf Daten durch Behörden wie Finanzamt usw., unterliegen gesetzlichen Bestimmungen.